# Plocoglottis javanica
Plocoglottis javanica är en orkidéart som beskrevs av Carl Ludwig von Blume. Plocoglottis javanica ingår i släktet Plocoglottis och familjen orkidéer. Inga underarter finns listade i Catalogue of Life.